# Osceola (Wisconsin)
Osceola es una villa ubicada en el condado de Polk en el estado estadounidense de Wisconsin. En el Censo de 2010 tenía una población de 2.568 habitantes y una densidad poblacional de 229,62 personas por km².

## Geografía
Osceola se encuentra ubicada en las coordenadas 45°19′9″N 92°41′45″O / 45.31917, -92.69583. Según la Oficina del Censo de los Estados Unidos, Osceola tiene una superficie total de 11.18 km², de la cual 10.85 km² corresponden a tierra firme y (2.99%) 0.33 km² es agua.

## Demografía
Según el censo de 2010, había 2.568 personas residiendo en Osceola. La densidad de población era de 229,62 hab./km². De los 2.568 habitantes, Osceola estaba compuesto por el 95.99% blancos, el 0.27% eran afroamericanos, el 0.27% eran amerindios, el 1.01% eran asiáticos, el 0% eran isleños del Pacífico, el 0.9% eran de otras razas y el 1.56% pertenecían a dos o más razas. Del total de la población el 2.06% eran hispanos o latinos de cualquier raza.